# Cres
Den här artikeln handlar om ön Cres. För staden Cres, se Cres (stad).
Cres (italienska: Cherso, tyska: Kersch, latin: Crepsa) är en ö i Kvarnerbukten, Adriatiska havet. Cres är den största ön i Adriatiska havet, och tillhör Kroatien. Den har enligt den senaste mätningen en areal på 405,70 km², något större än den näst största ön Krk.
Cres har cirka 3 000 invånare. Miljön på Cres gör att inte så många bor här, ön är mycket bergig. Befolkningen är utspridd i ganska många byar och några få städer, de största är Cres och Valun. Staden Cres har färjeförbindelser (Jadrolinija) med Brestova i Istrien och med Krk, som ligger alldeles intill. Söder om Cres ligger ön Lošinj, som är lite mindre till ytan men har en större befolkning. Lošinj var tidigare en del av Cres, men har avskiljts genom byggandet av en kanal.
Vattnet runt ön Cres är klart, och havet lämpar sig för snorkling.